# Zorgevaluatie
Zorgevaluatie is het evalueren van bestaande medische zorg die in de praktijk wordt toegepast, terwijl er (nog) onvoldoende wetenschappelijk bewijs is voor de effectiviteit. 
Uit onderzoek is gebleken dat het percentage van toegepaste zorg waarvan effectiviteit onvoldoende vaststaat, in het Verenigd Koninkrijk rond de 50% ligt. Naar verwachting zijn deze cijfers vergelijkbaar met de Nederlandse. Bij zorgevaluatie wordt gekeken naar welke vorm van behandelen het meest zinvol is, het minste pijn geeft, de laagste kosten met zich mee brengt en/of het snelste behandelplan biedt.

## Nederland
Zorgevaluatie wordt meestal gefinancierd door financiers van gezondheidszorg, zoals ZonMw. Bij zorgevaluatie is het belangrijk dat de te meten uitkomsten relevant zijn voor patiënt en maatschappij, wat bijvoorbeeld bij fundamenteel onderzoek vaak niet (direct) van belang is. Uitkomsten van zorgevaluaties worden in de medische praktijk geïmplementeerd door bijvoorbeeld het aanscherpen of aanpassen van medische richtlijnen , het maken van keuzehulpen  en het publiceren van bevindingen in medische vakbladen. 